# Перуанская академия языка
Перуанская академия языка (исп. Academia Peruana de la Lengua, APL) — организация Перу, объединяющая учёных, писателей, поэтов и экспертов в сфере испанского языка. Входит в состав Ассоциации академий испанского языка.

## История
Академия была создана в Лиме 5 мая 1887 года по инициативе перуанского писателя и учёного Рикардо Пальма, первым президентом Академии стал экс-президент Перу Франсиско Гарсия Кальдерон. 30 августа того же года Пальма по поручению Кальдерона провёл первое публичное мероприятие Академии, выступив с лекцией в актовом зале Национального университета Сан-Маркос. В это время Перу переживала последствия второй тихоокеанской войны, во время которой Лима пережила двухлетнюю оккупацию чилийскими войсками (1881—1883), в результате чего большая часть книг Национальной библиотеки была разграблена и вывезена в Чили в качестве трофеев. В силу этих обстоятельств Рикардо Пальма как директор Национальной библиотеки в первые годы после освобождения Лимы все усилия сконцентрировал на восстановлении библиотеки и лишь в 1887 году сумел реализовать идею создания Перуанской академии языка.
Рикардо Пальма впоследствии также возглавлял Академию, сначала в качестве президента, а затем в качестве директора. В вопросах испанской лексикографии Пальма был убеждённым сторонником использования «перуанизмов» (исп. peruanismos — лексических единиц, характерных для перуанского варианта испанского языка) и отстаивал свою точку зрения в ожёсточённой полемике с Королевской академией испанского языка, в частности, в трудах Papeletas lexicográficas и Neologismos y americanismos.
Членами Академии были многие известные писатели Перу, в частности Марио Варгас Льоса, лауреат премии Сервантеса (1994) и Нобелевской премии по литературе (2010), Виктор Андрес Белаунде, Гильермо Ойос Осорес, Аугусто Тамайо Варгас, Луис Хайме Сиснерос и другие. Членами Академии были специалист в области языка кечуа Родольфо Серрон Паломино, и специалист в области испанских архаизмов Марта Хильдебрандт.
Академия была организатором VIII конгресса Ассоциации академий испанского языка, проходившего в Лиме в 1980 году.

## Члены Академии
- Франсиско Миро Кесада Кантуариас
- Марта Хильдебрандт
- Марио Варгас Льоса
- Карлос Герман Белли
- Хосе Агустин де ла Пуэнте Кандамо
- Мануэль Пантигосо Песеро
- Родольфо Серрон-Паломино
- Густаво Гутьеррес
- Фернандо де Тразеньес Гранда
- Фернандо де Сисло
- Хосе Леон Эррера
- Марко Мартос Каррера
- Рикардо Гонсалес Вигиль
- Эдгардо Ривера Мартинес
- Рикардо Силва Санистебан Уллибус
- Исмаэль Пинто Варгас
- Эдуардо Франсиско Гопкинс Родригес
- Саломон Лернер Фебрес
- Луис Альберто Ратто Чуека
- Альберто Варильяс Монтенегро
- Камило Рубен Фернандес Гозман
- Алонсо Куето Кабальеро
- Еугенио Чань-Родригес
- Марсиал Рубио Коррера
- Гарри Белеван Макбрайд
- Карлос Торне Боас
- Карлос Гаратеа Брау
- Виктор Освальдо Ольгуин Калло